# Naagetl
Naagetl (Nagetl kod Swantona), selo Yurok Indijanaca na donjem toku rijeke Klamath nešto niže od Ayootla i više od ušća Blue Creeka u sjeverozapadnoj Kaliforniji. Pod ovim imenom spominje ga A. L. Kroeber (1905), dok naziv Nai-a-gutl daje Gibbs (1851) u Schoolcraft. Ind. Tribes, III, 183, 1853.